# Jan Syrový

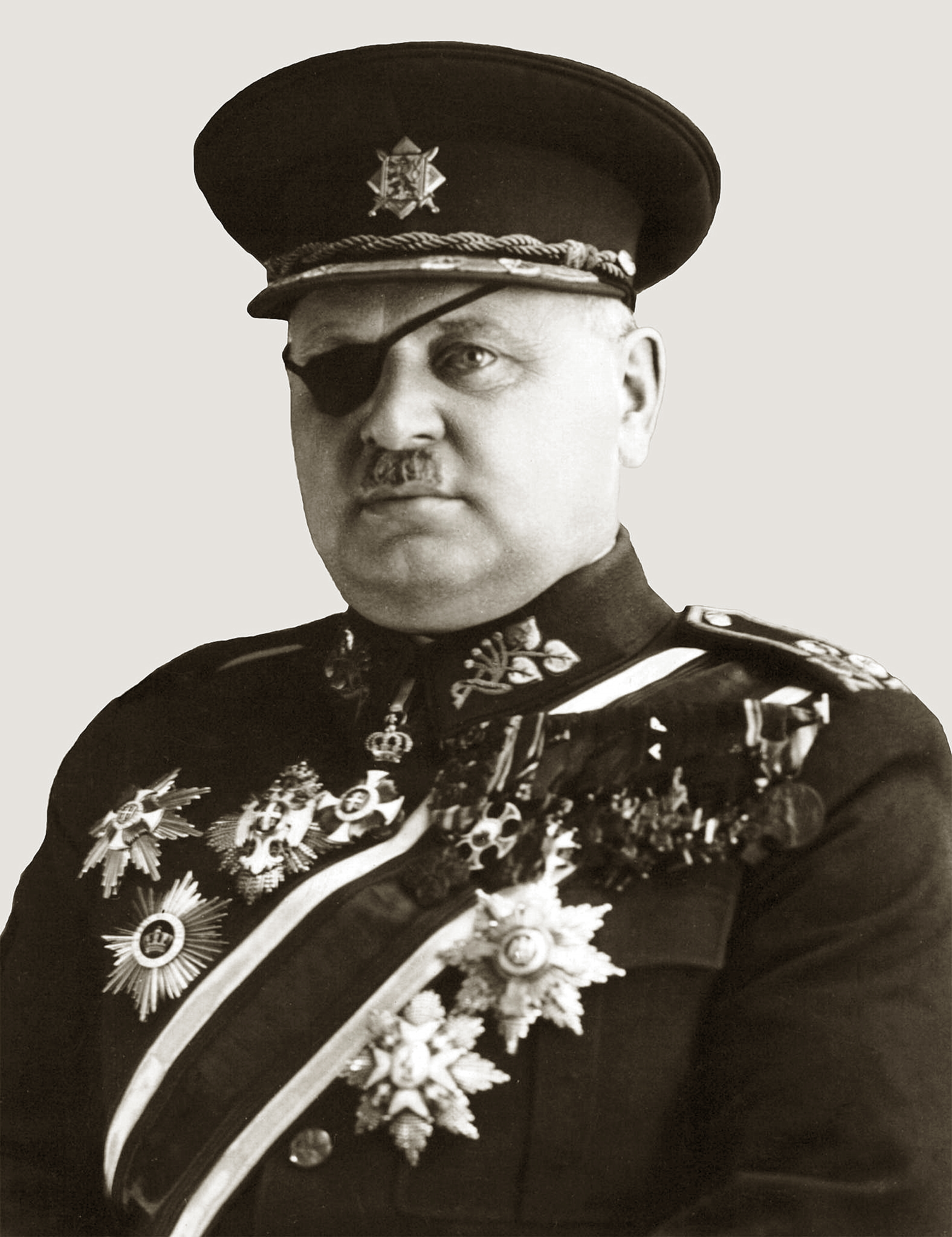
Jan Syrový 1938

Jan Bohumír Syrový (* 24. Januar 1888 in Třebíč (Österreich-Ungarn); † 17. Oktober 1970 in Prag) war ein tschechoslowakischer Offizier, im Ersten Weltkrieg Legionär an der russischen Ostfront, wo er zuletzt als Generalmajor und Oberbefehlshaber des gesamten tschechoslowakischen Armeekorps diente; danach war er militärischer Befehlshaber für Böhmen, Armeegeneral und Chef des Generalstabs, Verteidigungsminister und Ministerpräsident der  Tschechoslowakei.
Am Ende des Protektorats Böhmen und Mähren nahm Syrový Kontakte zu Widerstandsgruppen des Tschechoslowakischen Widerstands auf. Nach Kriegsende wurde er als Kollaborateur verurteilt, saß 15 Jahre im Gefängnis und wurde nie rehabilitiert.

## Leben
Nach dem Schulbesuch in Třebíč und Brünn, wo er 1907 an der Baufachschule das Abitur ablegte, diente Syrový in der österreichischen Armee und ging anschließend 1912 nach Warschau (damals in Russland), wo er als Bautechniker arbeitete. Nach dem Ausbruch des Ersten Weltkrieges schloss er sich den Tschechoslowakischen Legionen in Russland an. In der Schlacht bei Zborów wurde er verwundet (er verlor sein rechtes Auge). Er wurde mehrfach befördert und ausgezeichnet, 1918 zum Brigadegeneral. Er war 1918/1919 Oberbefehlshaber des gesamten tschechoslowakischen Armeekorps in Russland. Jan Syrový kehrte 1920 in die Tschechoslowakei zurück.
Nach seiner Rückkehr war Jan Syrový der militärische Oberbefehlshaber der Tschechoslowakischen Armee für den Landesteil Böhmen (1920–1924). 1922 absolvierte Syrový einen Lehrgang für Generäle an der École militaire in Versailles und wurde danach 1923 zum Divisionsgeneral befördert. 1924 übernahm Syrový die Funktion des stellvertretenden Generalstabschefs der Tschechoslowakischen Armee und wurde 1926 zum Armeegeneral befördert. Von 1926 bis 1933 wurde Jan Syrový schließlich zum Generalstabschefs der Tschechoslowakischen Armee berufen und ersetzte den französischen General Eugène Mittelhauser. Syrový war der erste tschechische Generalstabschef der Tschechoslowakischen Armee – diesen Posten hatten bis 1926 die Leiter der französischen Militärmission in der Tschechoslowakei ausgeübt.
In dieser Zeit übte Syrový zweimal die Funktion des Verteidigungsministers aus: von März bis Oktober 1926 sowie von September 1938 bis April 1939. 1938 wurde Jan Syrový Ministerpräsident und leitete zwei hintereinander folgende Regierungen: Regierung Jan Syrový I (22. September 1938 bis 4. Oktober 1938) und Regierung Jan Syrový II (4. Oktober 1938 bis 1. Dezember 1938). Nach dem Rücktritt des Präsidenten Edvard Beneš übte Syrový auch die verfassungsmäßigen Funktionen des Präsidenten aus.

## Krise 1938/1939 und Protektorat
In der Zeit 1938 und 1939 wurde Syrový mit folgenschweren politischen Ereignissen konfrontiert. Am zweiten Tag seiner Amtszeit wurde die Mobilmachung der tschechoslowakischen Armee in Kraft gesetzt. Nach dem Zustandekommen des Münchner Abkommens vom September 1938 musste er als Premier die Abtretung des Sudetenlandes verkünden. Nachdem er die Regierungsgeschäfte an die ihm folgende Regierung Rudolf Beran I (1. Dezember 1938 bis 15. März 1939) abgegeben hatte, blieb er als Verteidigungsminister im Amt und musste dann infolge der Entscheidung des Präsidenten Emil Hácha der deutschen Besetzung der Rest-Tschechei durch die Wehrmacht zustimmen und befehlen, keinerlei Widerstand zu leisten.
Nach der Ausrufung des Protektorats Böhmen und Mähren im März 1939 blieb Syrový noch kurze Zeit in der Protektoratsregierung Rudolf Beran II im Amt. Er schloss sich dem Widerstand nicht an, zum Teil, weil er unter der Beobachtung der Gestapo stand. Als die Protektoratsbehörden anfingen, das Eigentum und Geldreserven der verschiedenen Nachfolgeorganisationen der Legionen zu beschlagnahmen, rettete Syrový – mit Unterstützung des Präsidenten Alois Eliáš – erhebliche Teile davon; sie konnten dann zur Unterstützung der Familien verhafteter Widerstandskämpfer verwendet werden. Während des Prager Aufstandes im Mai 1945 nahm er Kontakte zu den Widerstandsgruppen auf.

## Nach  dem Kriegsende
Nach Kriegsende wurde Syrový am 14. Mai 1945 verhaftet und als Kollaborateur und Verräter bezeichnet. Erschwerend dienten auch einige Fotoaufnahmen von Syrový von 1939, als er in seiner Eigenschaft als Verteidigungsminister und Armeegeneral beispielsweise Adolf Hitler oder Konrad Henlein traf. Im April 1947 wurde er in einem häufig als manipuliert und politisch bezeichneten Prozess vor dem damaligen Národní soud (Nationalgericht) zu 20 Jahren Gefängnis verurteilt und degradiert. Er verbrachte die nächsten 15 Jahre im Gefängnis Pankrác in Prag, in der Strafanstalt im Kloster Kartouzy in Valdice, im Gefängnis Mírov, im Gefängnis Leopoldov und in einem Lager bei Marienbad. 1960 wurde er im Rahmen einer Amnestie entlassen, arbeitete als Nachtwächter und starb 1970. Er ist auf dem Olšany-Friedhof in Prag begraben.
Angesichts der Problematik des Prozesses von 1947 vor dem Národní soud (im Tschechischen Nationalgericht im Sinne von Volksgericht), der im Gefüge der Jurisdiktion eine besondere Rolle einnahm, beantragte 1995 der damalige Justizminister Jiří Novák die Überprüfung des Urteils wegen Gesetzesbeugung. Das oberste Gericht (Nejvyšší soud) der Tschechischen Republik beschied dieses Ansinnen noch im selben Jahr negativ, mit dem Argument, die Entscheidungen dieses Gerichts könnten nachträglich nicht revidiert werden. Jan Syrový gehört somit zu den wenigen Opfern von fraglichen Entscheidungen der Nachkriegszeit, die nicht rehabilitiert wurden.

## Auszeichnungen
Jan Syrový erhielt vier tschechoslowakische, zwei belgische, eine estnische, fünf französische, zwei italienische, eine japanische, vier jugoslawische, eine litauische, zwei lettische, eine marokkanische, eine polnische, vier rumänische, vier russische, zwei griechische, eine tunesische Auszeichnung und eine Auszeichnung aus Großbritannien – insgesamt 36 Auszeichnungen, darunter:
- Tschechoslowakisches Kriegskreuz 1914–1918
- Falken-Orden (Tschechoslowakei)
- Tschechoslowakische Revolutionsmedaille
- Tschechoslowakische Interalliierte Siegesmedaille 1919
- Ehrenlegion (vier verschiedene Klassen)
- Sankt-Stanislaus-Orden
- Russischer Orden der Heiligen Anna
- Russischer Orden des Heiligen Georg
- Orden des Heiligen Wladimir